# Paszporty w Kosowie

Przednia okładka paszportu kosowskiego

Paszporty w Kosowie – dokumenty paszportowe wydawane mieszkańcom Kosowa w celu identyfikacji przy przekraczaniu granic i za granicą.

## Historia
Za czasów komunistycznej Jugosławii, wszystkie republiki w jej składzie, a także autonomiczne prowincje Kosowo i Wojwodina, drukowały własne odmiany paszportów jugosłowiańskich. Odmiana kosowska zawierała wpisy w języku serbskim, albańskim oraz francuskim.
Po rozpadzie Jugosławii Kosowo weszło w skład Federalnej Republiki Jugosławii jako jedna z dwóch autonomicznych prowincji Serbii.

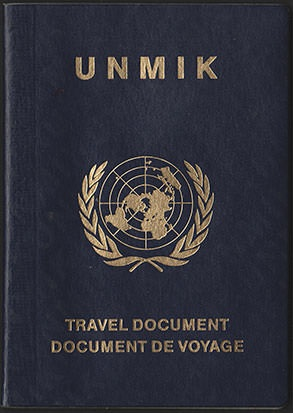
Przednia okładka dokumentu podróży wydanego przez UNMIK

W czasie mandatu UNMIK, mieszkańcy Kosowa, którzy nie byli w stanie otrzymać jugosłowiańskich paszportów, mogli obiegać się o dokument podróży. Nie był jednak powszechnie akceptowany, a w 2004 r. uznawany był przez zaledwie 39 państw. Wydawano je do czasu ogłoszenia niepodległości przez Kosowo w 2008 r., kiedy to wprowadzono własny paszport kosowski. Pierwotnie miał niebieską okładkę.
Od 2011 r. wprowadzono paszporty biometryczne z czerwoną okładką. Drukowano je w Niemczech.
Od 2023 r. od posiadaczy paszportów kosowskich przestano wymagać wizę na podróże do strefy Schengen, co spowodowało znaczący wzrost liczby wniosków o paszporty kosowskie wśród kosowskich Serbów, ponieważ jedyne paszporty serbskie, o które mogą się ubiegać, wydaje tzw. „Dyrekcja Koordynacyjna ds. Kosowa i Metochii”, a do 2024 r. nie uprawniały do podróży bezwizowej do strefy Schengen. 

## Uznanie międzynarodowe
Kosowo
     Państwa, które uznają Kosowo
     Państwa, które nie uznają Kosowa, ale akceptują paszport kosowski
     Państwa, które rzekomo odwiedzono z paszportem kosowskim, mimo że nie uznają niepodległości Kosowa, ani nie uznają oficjalnie paszportu kosowskiego
     Państwa, które nie uznają Kosowa, ani ważności paszportu kosowskiego

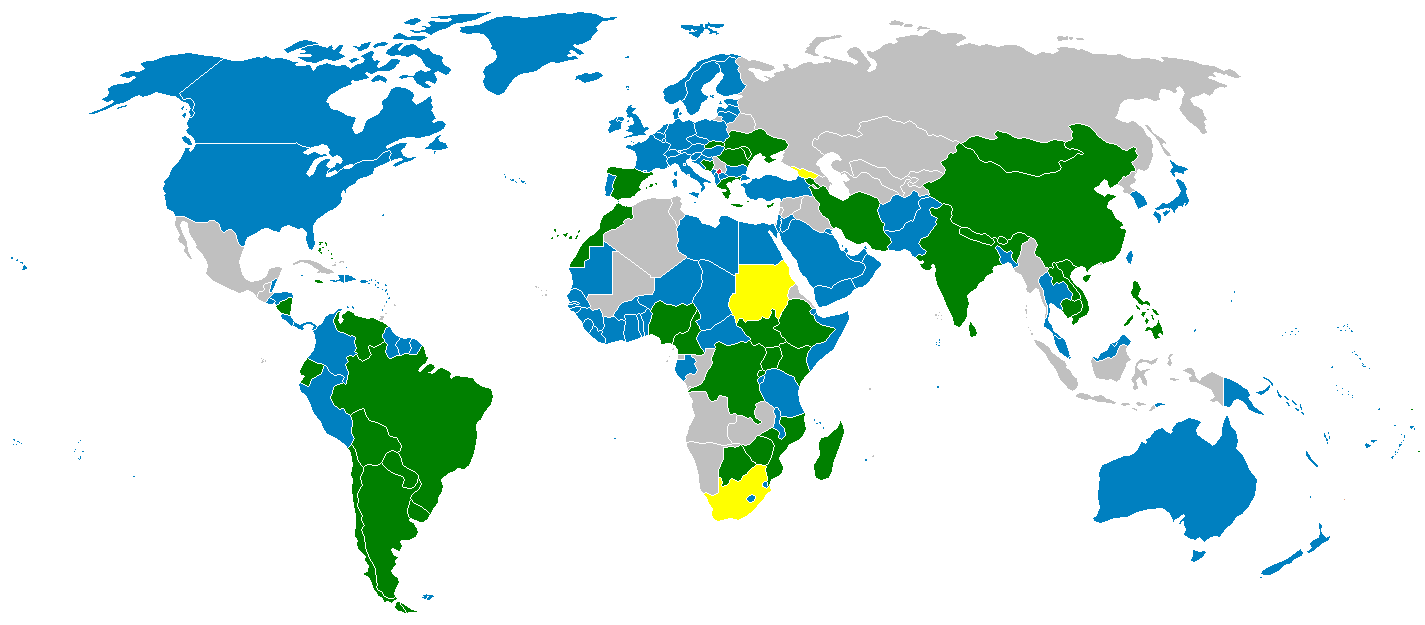
Kosowo
Państwa, które uznają Kosowo
Państwa, które nie uznają Kosowa, ale akceptują paszport kosowski
Państwa, które rzekomo odwiedzono z paszportem kosowskim, mimo że nie uznają niepodległości Kosowa, ani nie uznają oficjalnie paszportu kosowskiego
Państwa, które nie uznają Kosowa, ani ważności paszportu kosowskiego

Nie wszystkie państwa uznają niepodległość Kosowa. Dlatego paszport kosowski nie jest ważnym dokumentem podróży na całym świecie, przez co niektóre państwa mogą odmówić wjazdu i wydawania wizy obywatelom Kosowa z paszportami kosowskimi. Żeby móc odwiedzić takie państwa, obywatele kosowscy muszą skorzystać z paszportów serbskich.

## Dyrekcja Koordynacyjna ds. Kosowa i Metochii

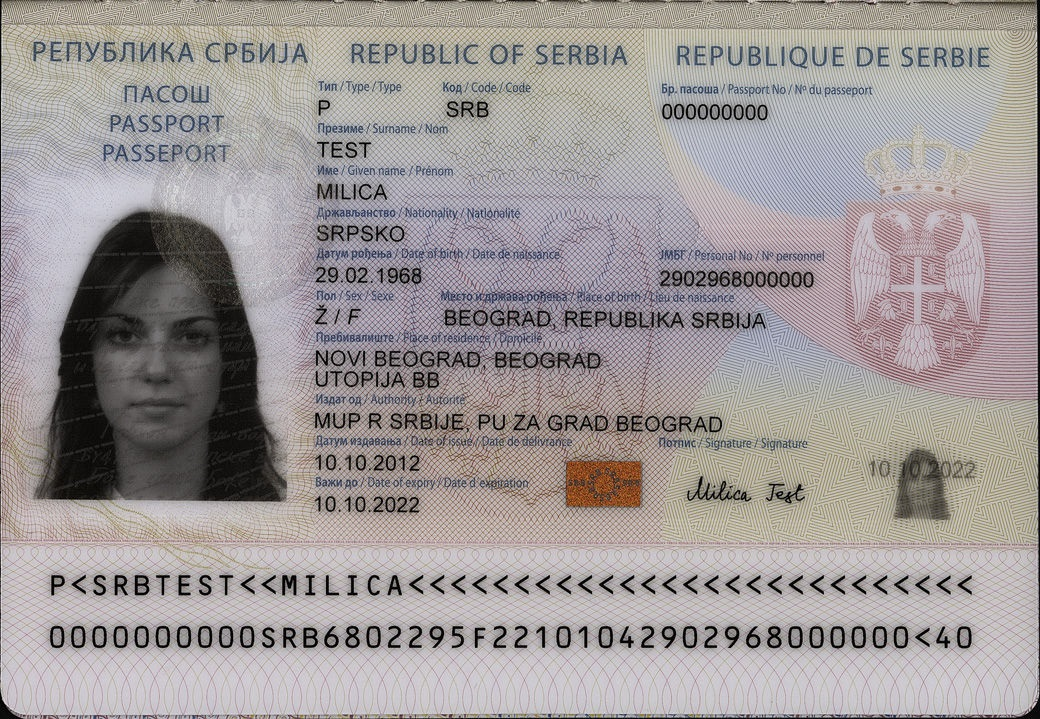
Strona personalizacyjna paszportu serbskiego. Na paszportach wydawanych mieszkańcom Kosowa jako organ wydający wskazana jest „Dyrekcja Koordynacyjna ds. Kosowa i Metochii”.

Serbia nie uznaje niepodległości Kosowa i kontynuuje wydawanie dokumentów tożsamości obywatelom serbskim zamieszkującym Kosowo poprzez tzw. „Dyrekcję Koordynacyjną ds. Kosowa i Metochii” równolegle do władz Republiki Kosowa. Przysługują one nie tylko etnicznym Serbom, a mogą też być konieczne do wyjazdów do krajów, które nie uznają paszportów kosowskich, aczkolwiek od 2022 r. do przekroczenia granicy Serbii uprawnia kosowski dowód osobisty.